# Werner Kirst
Werner Kirst (* 30. Dezember 1924 in Naundorf; † 14. Februar 2012 in Kiel) war ein deutscher Handballspieler, Handballtrainer und Hochschuldozent.

## Werdegang
Werner Kirst spielte bis 1956 mit dem SC Leipzig in der Handball-Oberliga der DDR. Dann siedelte er in die Bundesrepublik über, wo der Sportlehrer fortan als Trainer tätig war. Er führte die Handballerinnen des 1. FC Nürnberg zur deutschen Meisterschaft. Später trainierte er Borussia Fulda. 
Ab 1974 war Kirst Dozent für Handballausbildung am Institut für Sportwissenschaft der Christian-Albrechts-Universität zu Kiel, und nachdem er in der Handballwoche eine Anzeige aufgab, dass er einen Trainerposten suchte, wurde er zur Saison 1975/76 vom Bundesligisten THW Kiel verpflichtet, wo er nach heftiger Kritik innerhalb des Vereins im April 1976 zurücktrat. Als sich der THW im Lauf der Saison 1977/78 von Trainer Željko Seleš trennte, übernahm Kirst nochmals den Trainerposten bei den Zebras, trat dann aber nach der Heimniederlage gegen Frisch Auf Göppingen im November 1978 erneut zurück.
Später trainierte Kirst noch die Regionalligamannschaft des TSV Altenholz, die
Frauen-Regionalligamannschaft des SV Friedrichsort und für kurze Zeit den Bundesligisten SG Weiche-Handewitt.
Er war mit Erika Kirst (geb. Bergmann), einer ehemaligen Handball-Nationalspielerin der DDR, verheiratet. Sein Grab befindet sich auf dem Friedhof in Großenhain.